# Aspalathus pachyloba
Aspalathus pachyloba är en ärtväxtart som beskrevs av George Bentham. Aspalathus pachyloba ingår i släktet Aspalathus och familjen ärtväxter.

## Underarter
Arten delas in i följande underarter:
- A. p. macroclada
- A. p. pachyloba
- A. p. rugulicarpa
- A. p. succulentifolia
- A. p. villicaulis